# Sarcophaga sumbawensis
Sarcophaga sumbawensis är en tvåvingeart som beskrevs av Shinonaga 2004. Sarcophaga sumbawensis ingår i släktet Sarcophaga och familjen köttflugor. Inga underarter finns listade i Catalogue of Life.